# 프레더릭 트럼프
프레더릭 트럼프(영어: Frederick Trump, 1869년 3월 14일~1918년 5월 30일)는 독일계 미국의 기업인이며, 미국의 제45, 47대 대통령인 도널드 트럼프의 할아버지이다.

## 젊은 시절
본명은 프리드리히 트룸프(독일어: Friedrich Trump)로 바이에른 왕국 칼슈타트에서 태어났다. 아버지 요하네스 트럼프(Johannes Trump)는 10년 동안의 폐기종 투병 생활 끝에 1877년 7월 6일에 사망했다.
1883년에는 이발사 견습, 무역 공부를 위한 차원에서 어머니와 함께 프랑켄탈(Frankenthal) 인근으로 이주했다. 프레더릭 트럼프는 견습 기간이 끝난 이후에 칼슈타트로 돌아갔지만 칼슈타트에서는 생계를 구할 수 있는 일이 없어서 아쉬워했다. 3년 동안의 병역 의무가 부과되는 나이를 맞은 프레더릭 트럼프는 미국으로 이주하기로 결심한다.

## 미국 이주
1885년 10월 7일에 독일 브레멘에서 증기선 아이더 호(Eider)를 타고 미국 뉴욕으로 이주했고 1885년 10월 19일에는 뉴욕 이민국에 도착했다. 미국 당국의 이민자 기록 명단에서는 그의 이름이 "프리드리히 트룸프"(Friedrich Trumpf), 거주지는 "칼슈타트", 출신 국가는 "독일", 직업은 "농부"라고 표기되었다.
프레더릭은 1883년에 뉴욕으로 이주했던 누나인 카타리나(Katharina), 그의 남편인 프레트 슈스터(Fred Schuster)와 함께 거주했는데 이들은 모두 칼슈타트 출신이었다. 뉴욕에 도착한 지 불과 몇 시간 만에 독일어를 구사하는 이발사를 만난 프레더릭 트럼프는 이발사가 일하고 있던 이발소에서 근무했고 뉴욕에서 6년 동안 이발사로 근무하게 된다.
1891년에는 시애틀로 이주하면서 미국 시민권을 취득했고 1894년까지 시애틀에서 음식점 경영자로 근무했다. 캐나다 유콘 준주에서 일어난 클론다이크 골드러시 이후에 샌프란시스코, 시애틀에서는 금이 발견되었다는 소문이 끊이지 않았다. 시애틀로 돌아온 프레더릭 트럼프는 워싱턴주에 위치한 금광 지대를 구입하면서 막대한 수익을 얻게 된다.
1902년에는 같은 독일 출신 이민자였던 엘리자베스 크라이스트 트럼프(Elizabeth Christ Trump)와 결혼했으며 1905년에는 뉴욕 퀸스(Queens)에서 프레더릭 트럼프의 첫째 아들인 프레드 트럼프(Fred Trump)가 태어났다. 프레더릭 트럼프 일가는 이스트 17번가 606번지(606 East 17th Street)에 거주했다.
1907년에는 프레더릭 트럼프의 둘째 아들인 존 트럼프가 태어났다. 프레더릭 트럼프 일가는 1907년 후반에 퀸스의 우드헤이븐(Woodhaven)으로 이주했다. 프레더릭 트럼프는 맨해튼 월가 60번지에서 이발소를 경영하면서 대성공을 거두었다.
1918년 5월 30일에 스페인 독감으로 사망했다.:116 그의 아내 엘리자베스 크라이스트 트럼프와 장남인 프레드 트럼프는 E. 트럼프 앤드 선을 세워 부동산 사업을 이끌었다.

## 사진

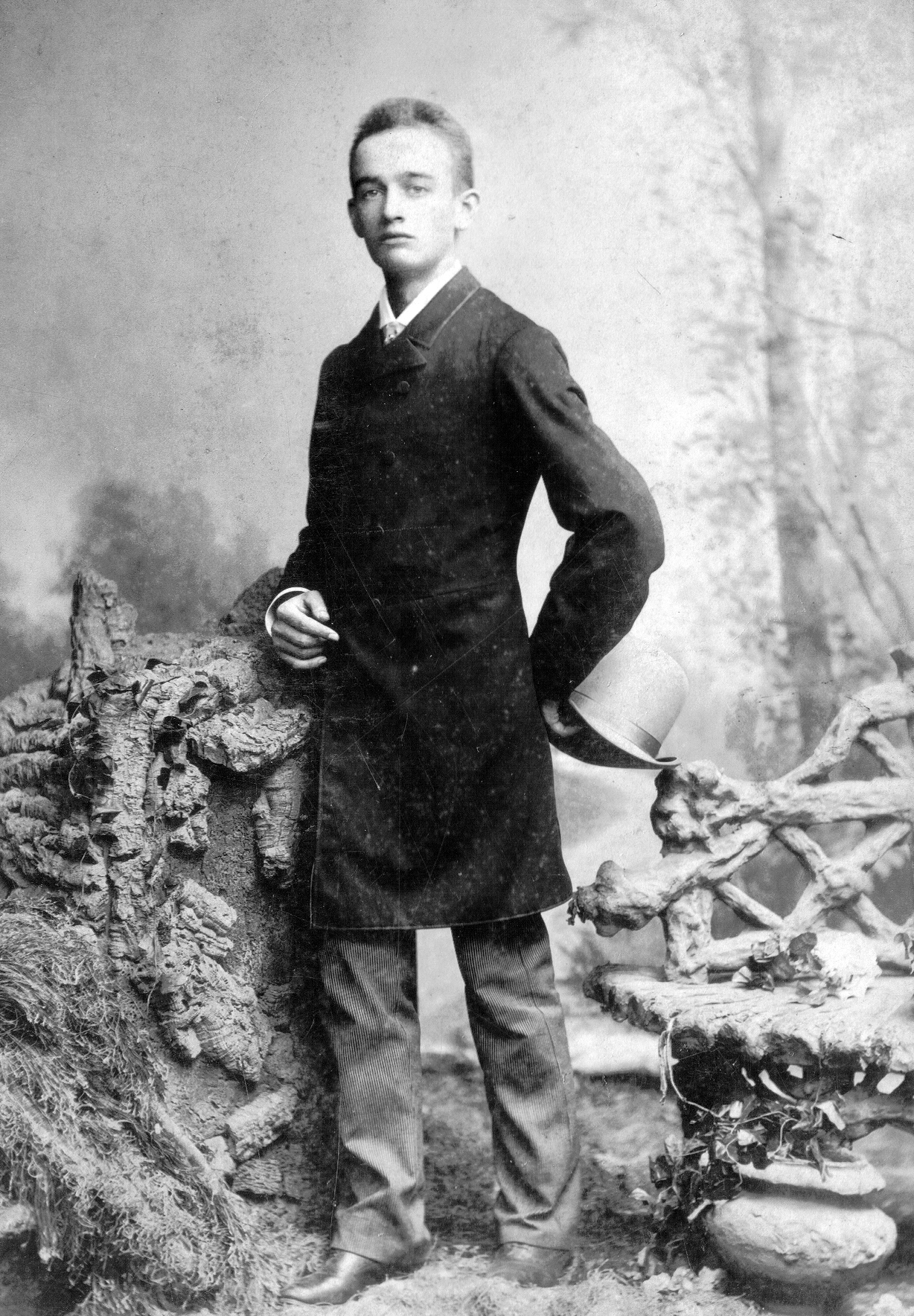
프레더릭 트럼프(1887년)
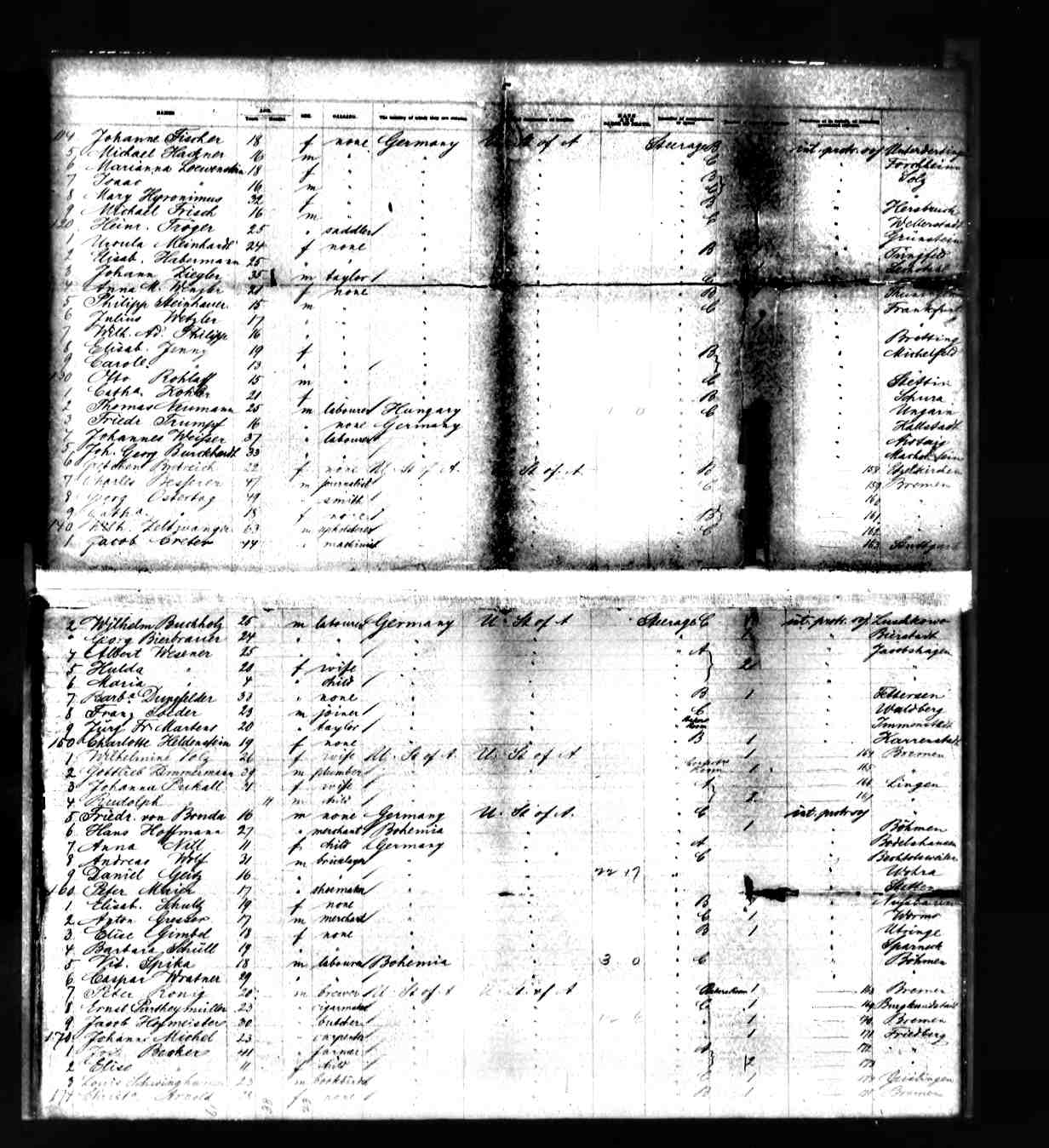
프레더릭 트럼프에 관한 미국 당국의 이민자 기록 명단
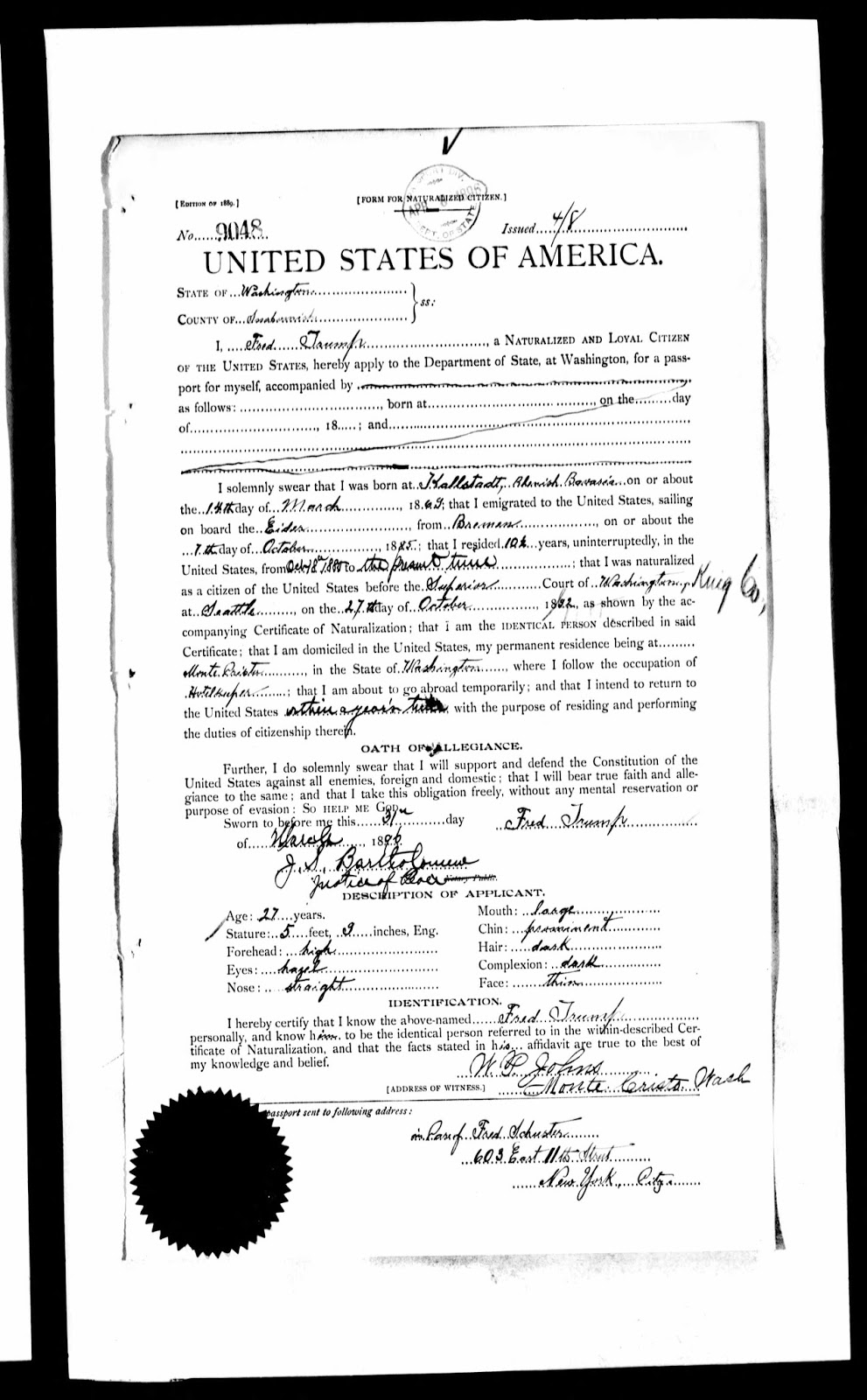
프레더릭 트럼프의 여권 신청서
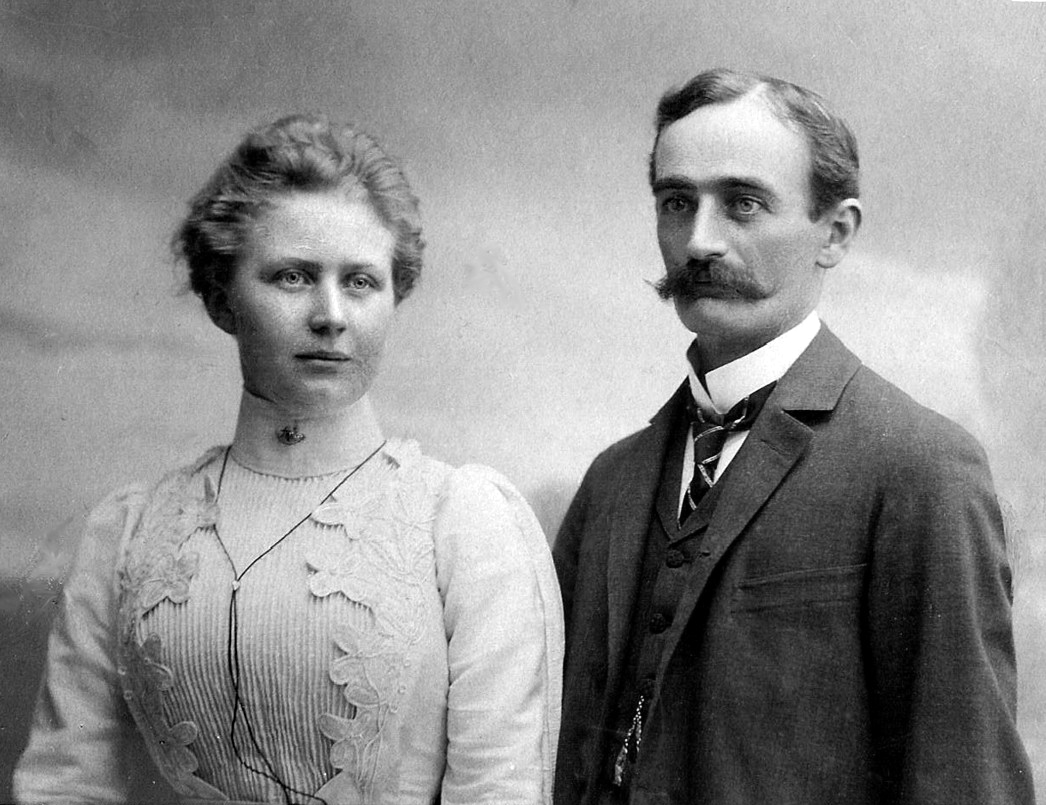
프레더릭 트럼프와 엘리자베스 크라이스트 트럼프 부부(1918년)